# Décès en octobre 1961
Décès
- 1957
- 1958
- 1959
- 1960
- 1961
- 1962
- 1963
- 1964
- 1965

Pour une information complémentaire, voir la page d'aide.

| Date      | Nom          | Pays                   | Activités             | Âge | Source |
| --------- | ------------ | ---------------------- | --------------------- | --- | ------ |
| 2 octobre | Edna Gladney | Drapeau des États-Unis | Militante américaine. | 75  |        |